# Espalèm
Espalèm és un municipi francès del departament de l'Alt Loira, a la regió d'Alvèrnia-Roine-Alps. El 2018 tenia 313 habitants.